# Franz Philip Hosp
Franz Philip Hosp (* 30. März 1853 in Deutschland; † 9. März 1936, Riverside, Kalifornien, Vereinigte Staaten) war ein deutschamerikanischer Landschaftsgärtner und Baumschuler.

## Leben und Wirken
Über die Ausbildung von Franz Philip Hosp ist nichts bekannt. Um 1872 kam er im Alter von 19 Jahren nach New York City. Dort erhielt er eine erste Anstellung als Assistent bei seinem Cousin William Fisher, der Landschaftsgärtner im Central Park war. Da ihn die Arbeit nicht genügend forderte, zog er nach Columbus, Ohio und wurde dort Gärtner und Florist. Nach einiger Zeit besaß er insgesamt 21 Gewächshäuser und Blumengeschäfte. Außerdem gründete er Floristengeschäfte in New York City und in Cincinnati.
1878 heiratete er Margaret Bender (1857–1945), mit der er zwei Söhne und vier Töchter hatte. Er verkaufte seine Geschäfte, ging in den Westen der Vereinigten Staaten und wurde Gärtner der Santa Fe Railroad. Er gestaltete in Kalifornien und New Mexico Bahnhofsgelände der Strecken von San Francisco nach San Diego und nach Albuquerque. Für das El Tovar Hotel in Grand Canyon Village gestaltete er Bepflanzungen.
1886 zog die Familie nach Riverside. Er wurde von den Zwillingsbrüdern Albert Keith Smiley und Alfred Homans Smiley mit der Gestaltung ihres Anwesens in Redlands beauftragt. Auf einem Gelände von etwa 200 Hektar mit Buschwerk errichtete er den botanischen Garten „Canyon Crest Park“, der heute nicht mehr vorhanden ist. Etwa zur gleichen Zeit wurde er von dem frühen Siedler Ethan Allen Chase (1832–1921) beauftragt, Terrassen und Bepflanzungen auf dem Victoria Hill zu gestalten. 1892 wurde er zum Landschaftsgärtner von Riverside ernannt und von der Riverside Trust Company mit der Planung und Überwachung der ersten Baumpflanzungen entlang der Victoria Avenue, die Riverside Downtown mit Arlington Heights im Riverside County verbindet, beauftragt. Hosp ließ Eukalyptusbäume, Rosen und andere – vor allem dürreresistente – Baum- und Straucharten pflanzen. Auf Grundlage eines von der Stadtverwaltung genehmigten Planes bepflanzte er den Stadtpark (den späteren White Park) mit Rasen, Trauerweiden, Eschen, Zypressen und anderen immergrünen Pflanzen, die durch einen Kanal bewässert wurden. Sein Ziel war es, im Park möglichst viele Pflanzen anzubauen, die in diesem Teil von Kalifornien erfolgreich gedeihen können und ihn als botanischen Garten zu gestalten. Insbesondere holte er sich aus dem Wüstengebiet „Devil’s Garden“ zwischen dem Whitewater River und dem Morongo Canyon Anregungen für die Bepflanzung mit Kakteen und anderen Sukkulenten. Der Vorsitzende der City Parks Commission, Albert S. White, nach dem später der Park benannt wurde, unterstütze ihn dabei und bestellte in Philadelphia über 200 Pflanzensorten.
1894 entdeckte Hosp im Park eine zartrosafarbene kletternde Mutation der Rosensorte „Cécile Brunner“, die er kultivierte und in den Baumschulhandel einführte. Er pflanzte sie in der Pergola des Parks an. 1898 entdeckte er eine ebenfalls zartrosafarbene Mutation der Rose „Papa Gontier“, die er in der Nähe der Pergola anpflanzte.
Franz Philip Hosp betrieb in Riverside eine Gärtnerei, er verkaufte Samen, Blumenzwiebeln, Pflanzen, Sträucher, Bäume, Obst, Gemüse und andere Pflanzen an Gärtner und Landschaftsgestalter und gab Expertisen für Garten- und Landschaftsbau. Eine häufige Besucherin der Gärtnerei war Kate Sessions, die Landschaftsgärtnerin des Balboa Parks, mit der er das Interesse für Aloen teilte. 1913 eröffnete er ein Blumengeschäft in Riverside, das lange von seinen Töchtern Alice Gouty und Della Hosp geführt wurde. Er selbst betrieb mehrere Hektar Schnittblumenpflanzungen in Oceanside und Carlsbad und versorgte in den 1920er und 1930er Jahren große Teile von Südkalifornien mit Schnittblumen. Hosp gestaltete auch Gärten und Landschaften anderer Grundstücke in Südkalifornien, darunter den Ganesh Park in Pomona, Hosp Grove in Carlsbad sowie den Canyon Crest Park, den Prospect Park und das Kimberly Crest Estate in Redlands. Seine Erfahrung und sein Einfluss bei der Gestaltung öffentlicher Räume waren maßgeblich für die Gestaltung Südkaliforniens als Gartenlandschaft.
Franz Philip Hosp starb am 9. März 1936 im Alter von 82 Jahren. Er wurde in Riverside auf dem Olivewood Cemetery beerdigt. Seine Frau Margaret starb 1945 und wurde ebenfalls auf dem Olivewood Cemetery beigesetzt. Sein Sohn Franz Philip Hosp Jr. (* 1883 in Cincinnati) war professioneller Baseballspieler, der unter anderem für die Los Angeles Angels, Vernon Tigers, Oakland Oaks, Wichita Witches, Seattle Rainiers und die Salt Lake City Bees spielte. Er kam 1928 bei einem Autounfall auf dem Highway 101 bei Oceanside ums Leben.

## Ehrungen
Im April 1940 brachte die Stadt Riverside im White Park in der Nähe der ursprünglichen „Cécile Brunner“- und „Papa Gontier“-Pflanzungen eine Gedenktafel zu Ehren von Franz Philip Hosp an. Laut Artikeln in der Riverside Daily Press vom 9. und 10. April 1940 über die Einweihungszeremonie soll die Gedenktafel westlich des Brunnens angebracht worden sein. Allerdings ist über den Verbleib der Gedenktafel nichts bekannt, auch gibt es keinen Eintrag in der Datenbank der Stadt.
Die von Franz Philip Hosp wesentlich mitgestaltete 6,1 Meilen lange Victoria Avenue in Riverside mit einer Relevanzperiode von 1892 bis in die 1930er Jahre wurde im Jahr 2000 mit der ID 00001267 in das National Register of Historic Places (NRHP) aufgenommen. Sie wurde mit dem „Kriterium C“ (hat das Potenzial, kulturelles Erbe zu lehren, zu illustrieren oder weitere wissenschaftliche Untersuchungen durchzuführen) bewertet.
Bereits 1996 wurde Kimberly Crest in Redlands mit der Nummer 96000328 in das NRHP aufgenommen.